# Taxim

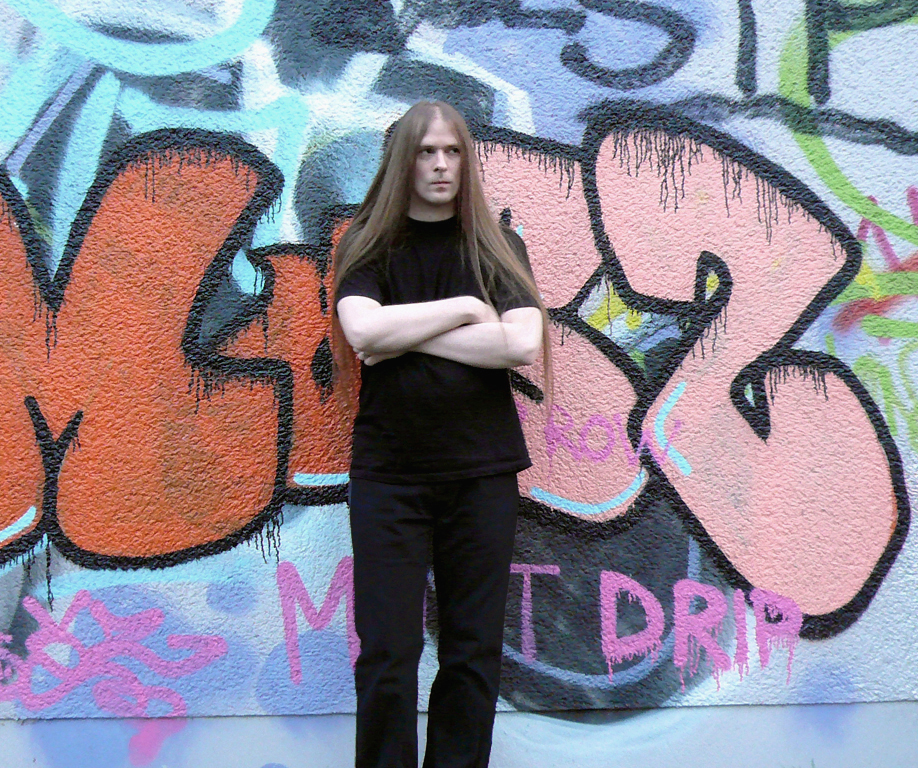
Alex Ney (2012)

Taxim ist ein deutsches Electronica-Projekt aus Essen. Bekannt wurde es vor allem mit ungewöhnlich schnellen (> 170 BPM) Electro-Tracks und Synthesizer-Versionen populärer Commodore-64-Spiele-Soundtracks. Diese ersten „C64-Remixe“ produzierte Mastermind Alex Ney 1997, der deshalb neben Chris Hülsbeck und Chris Abbott als Mitbegründer der Game-Soundtrack-Remix-Szene gilt. Gelegentlich tritt Taxim auch als dreiköpfige Band in Erscheinung, deren Aufnahmen dem Electropunk-Genre zugeordnet werden können.

## Geschichte
Alex Ney begann seine musikalische Karriere Ende der 1980er Jahre mit Commodore-64-Musik. Seine späteren C64-Musiken ab 1997 sind heute noch in der „High Voltage Sid Collection“, kurz HVSC, zu finden.
1996 gründete Ney Taxim als Ein-Mann-Projekt mit der Intention, atmosphärische Electro-Industrial-Tracks zu produzieren. Seine ersten Tracks erregten die Aufmerksamkeit einiger Szene-DJs, doch ein nennenswerter Erfolg blieb zunächst aus. 1999 fand er in Art Voice Media, einem Sublabel von Sony Music, erstmals einen Vertrieb für seine Musik. Vertrieben wurden insbesondere Songs von seinem dritten Studioalbum „The 25th Year“. Aus gesundheitlichen Gründen legte Ney kurz darauf eine musikalische Pause ein, aus welcher er erst 2002 mit der Single „Genetisches Material“ zurückkehrte.
Im Jahr 2005 trat das amerikanische Independent-Label Telegrammetry Recordings an Alex Ney heran und bot ihm nach der Veröffentlichung seines Tracks „Genetisches Material“ auf der hauseigenen Compilation „Weatherhead - An Industrial Music Compilation“ einen Vertrag über eine EP an, der später in einen Vertrag über ein Album umgewandelt wurde.

### US-Debütalbum
Größere Bekanntheit erlangte Taxim mit dem US-Debütalbum „Ecclesiophobia“, das 2006 erschien. Da Taxims damaliges Label Telegrammetry Recordings auf einer Zusammenstellung älterer und aktueller Tracks bestand, handelt es sich bei diesem Album um eine Art Taxim-Best-of-CD. Sie enthält sowohl Tracks vom Album „The 25th Year“ (1999), als auch von der EP „Kosmische Ordnung“ (2005). Lediglich den Titeltrack produzierte Ney exklusiv. Aufgrund der Betitelung des Albums („Ecclesiophobia“, Englisch für Ecclesiophobie, der Angst vor Kirchen) und der entsprechenden Musikpromotion durch das Label erfuhr Taxim kurzweilig ein satanisches Image. Tatsächlich ist jedoch keines der Bandmitglieder religiös.
Der Track „Genetisches Material“, welcher sich auch auf diesem Album befindet, ist der bekannteste Track von Taxim.

### Gründung der gleichnamigen Band
Während der Arbeit an der stilistisch sehr technoiden „Metarail“-EP (2009) beschloss Ney, seine vorher eher beiläufigen Nonsens-Aufnahmen temporär zum Programm des Projekts zu machen. „M.R.“, eine Liedermacherin der 1970er-Jahre, übernahm das Spielen der Akustik- und E-Gitarren, während Ney die Funktion als Bassist und Leadsänger übernahm. Wenig später nahm er „Frau Schön“, die ihn zuvor bei Dreharbeiten zu Musikvideos unterstützt hatte, als Keyboarderin und Sängerin mit ins Projekt. Es formierte sich die Band Taxim, deren Stil Ney „Electro Fun Punk“ taufte. Das erste Album dieser Formation („Einer für sich“) wurde im Jahre 2010 von der European Music Group veröffentlicht. Mit dem Weggang von „Frau Schön“ (2016) stieß die Sängerin „Thyrja“ zur Band, deren Stimme gelegentlich auch im Rahmen des Hauptprojekts zu hören ist („Dancing in my Padded Cell“).

## Stil
Die Musik von Taxim zeichnet sich im Allgemeinen durch eine kraftvolle, oft komplexere Rhythmik und die Kombination von elektronischen und neoklassischen Elementen aus. Darüber hinaus sind die meisten Stücke instrumental gehalten. Taxim-Songs seit dem Jahre 2012 enthalten verstärkt E-Gitarren-Riffs in Thrash-Metal-Spielart.
Als Band vermischen Taxim im Allgemeinen Pop-Punk mit zahlreichen anderen Genres, wie zum Beispiel Jazz, New Wave, Mittelalter-Folk und Techno. Die Songs haben dabei meist einen sinnfreien, deutschsprachigen Text. Des Weiteren fällt der stark „computerisierte“ Sound auf: Die Band verzichtet auf einen Schlagzeuger und setzt stattdessen einen Synthesizer ein – ferner werden die echten Instrumente (E-Bass, Akustik- und E-Gitarren) oftmals mit einschneidenden Effekten bearbeitet.

## Diskografie

### Alben
- 1997: My World (Art Voice Media)
- 1998: Cosmic Journey
- 1999: The 25th Year (Art Voice Media)
  - SynthieTrax 64 Vol.3
- 2002: Cosmic Journey 2002
- 2005: SynthieTrax 64: Alpha/Omega
- 2006: Ecclesiophobia (Telegrammetry Recordings)
- 2010: Einer für sich (European Music Group)
- 2011: 15 Years Taxim (taxim-music)
- 2012: Monitoring (Ionium Records)
- 2014: Full of Empty (XenoBiotic Records)

### EPs
- 2005: Kosmische Ordnung
- 2008: Psychologenfutter (Ionium Records)
- 2009: Metarail (XenoBiotic Records)

### Singles
- 2002: Genetisches Material (Telegrammetry Recordings)
- 2008: Clouds over Moscow (taxim-music)
- 2012: 2011 (Aeronium Records)
  - Immer rein, wenn's kein Schneider ist (Aeronium Records)
- 2016: We Will Haunt You (XenoBiotic Records)

### Kompilationen
- 2003: Refraktor 30 (Refraktor)
- 2005: Weatherhead - An Industrial Music Compilation (Telegrammetry Recordings)
- 2008: Ultra Dark Radio Compilation III: Mensch und Maschine (Ionium Records, ehem. XenoBiotic Records)
- 2012: Orkus Compilation 77 (Zoomia)
- 2013: Orkus Compilation 92 (Zoomia)
  - Dark Spy Compilation 40 (Rokkstarr)
- 2013: Radio Schwarze Welle Dark Season (ZYX Music)
- 2014: Orkus Compilation 103 (Zoomia)
  - Dark Spy Compilation 60 (Rokkstarr)

### Sonstiges
- 1997: SynthieTrax 64 Vol.1 (Tape)
- 1998: SynthieTrax 64 Vol.2 (Tape)
- 2003: Taxim/Livores-Split (Demo-CD)